# ネーメト・アンドラーシュ
ネーメト・アンドラーシュ（ハンガリー語: Németh András、2002年11月9日 - ）は、南アフリカ共和国・ケープタウン出身のハンガリー代表のサッカー選手。プスカシュ・アカデーミアFC所属。ポジションはFW。

## クラブ歴
ヴァシャシュSCの下部組織でサッカーを始めた。2016年にスポルティング・ハッサルトの下部組織を経て、KRCヘンクの下部組織に加入した。2018年にはプスカシュ＝スズキ・クパで得点王に輝いた。同年10月に16歳でプロ契約を締結した。2019-20シーズンは前半にUEFAユースリーグに出場した。
同シーズン後半はベルギー・ファースト・ディビジョンBのロンメルSKに期限付き移籍をするも、新型コロナウイルス感染症の世界的流行の影響もあり、出場は僅か2試合に止まった。
同年8月にヘンクに復帰すると契約を3年延長した。2022年1月16日に行われたベルギー・ファースト・ディビジョンAの試合で途中出場しヘンクのトップチーム初出場となった。
2023年1月27日、ヘンクとの契約が残り半年に迫る中でEFLチャンピオンシップに在籍するサンダーランドAFCが獲得に興味を示していると報じられていたが、最終的にはハンブルガーSVに2026年までの契約で移籍することが発表された。
2024年8月22日、SCプロイセン・ミュンスターに期限付き移籍。
2025年6月25日、プスカシュ・アカデーミアFCに移籍した。

## 代表歴
代表は一貫してハンガリーを選択した。
年代別代表では2019年にUEFA U-17欧州選手権2019、2019 FIFA U-17ワールドカップに参加した。
A代表では2022年11月8日に初招集。同月17日のルクセンブルク代表戦で58分にアーダーム・マルティンに代わって投入され代表初出場を記録すると、67分にケルケズ・ミロシュのアシストで代表初得点を記録した。

## 私生活
ケープタウン生まれ。父がハンガリー人で、母が南アフリカ人である。

## 個人成績

### クラブでの成績
2023年1月28日現在 
| クラブ         | リーグ                   | シーズン       | リーグ戦 | リーグ戦 | カップ戦 | カップ戦 | 国際大会 | 国際大会 | その他 | その他 | 合計 | 合計 |
| クラブ         | リーグ                   | シーズン       | 出場     | 得点     | 出場     | 得点     | 出場     | 得点     | 出場   | 得点   | 出場 | 得点 |
| -------------- | ------------------------ | -------------- | -------- | -------- | -------- | -------- | -------- | -------- | ------ | ------ | ---- | ---- |
| ロンメル(loan) | CPL                      | 2019-20        | 2        | 0        | -        | -        | -        | -        | -      | -      | 2    | 0    |
| ロンメル(loan) | クラブ通算               | クラブ通算     | 2        | 0        | -        | -        | -        | -        | -      | -      | 2    | 0    |
| KRCヘンク      | ジュピラー・プロ・リーグ | 2021-22        | 5        | 2        | -        | -        | 0        | 0        | 0      | 0      | 5    | 2    |
| KRCヘンク      | ジュピラー・プロ・リーグ | 2022-23        | 15       | 1        | 3        | 0        | -        | -        | -      | -      | 18   | 1    |
| KRCヘンク      | クラブ通算               | クラブ通算     | 20       | 3        | 3        | 0        | -        | -        | -      | -      | 23   | 3    |
| ハンブルガー   | 2.ブンデスリーガ         | 2022-23        |          |          |          |          | -        | -        |        |        |      |      |
| ハンブルガー   | クラブ通算               | クラブ通算     |          |          |          |          | -        | -        |        |        |      |      |
| キャリア総通算 | キャリア総通算           | キャリア総通算 | 22       | 3        | 3        | 0        | 0        | 0        | 0      | 0      | 25   | 3    |

| クラブ      | シーズン | リーグ | リーグ戦 | リーグ戦 | 合計 | 合計 |
| クラブ      | シーズン | リーグ | 出場     | 得点     | 出場 | 得点 |
| ----------- | -------- | ------ | -------- | -------- | ---- | ---- |
| KRCヘンクII | 2022-23  | CPL    | 4        | 1        | 4    | 1    |
| 総通算      | 総通算   | 総通算 | 4        | 1        | 4    | 1    |

### 代表での成績
- 国際Aマッチ 4試合 1得点（2022年- ）

2023年1月28日現在 
| ハンガリー代表 | 国際Aマッチ | 国際Aマッチ |
| 年             | 出場        | 得点        |
| -------------- | ----------- | ----------- |
| 2022           | 1           | 1           |
| 2023           | 3           | 0           |
| 通算           | 4           | 1           |

### ゴール
| #  | 開催日         | 開催地・スタジアム           | 対戦国         | スコア | 結果 | 試合概要 |
| -- | -------------- | ---------------------------- | -------------- | ------ | ---- | -------- |
| 1. | 2022年11月17日 | スタッド・デ・ルクセンブルク | ルクセンブルク | 2-1    | 2-2  | 親善試合 |